# Under Siege

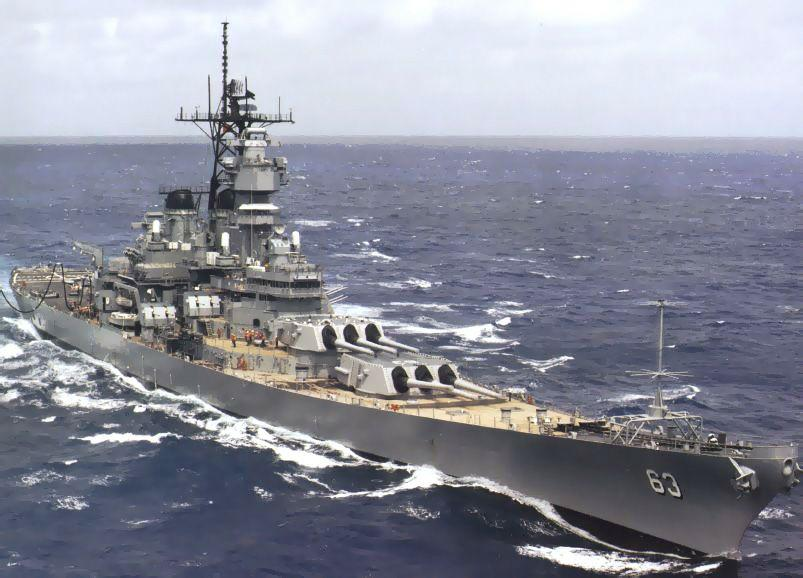
USS Missouri

Under Siege (no Brasil, A Força em Alerta e em Portugal, Força em Alerta) é um filme estadunidense de 1992 dos gêneros ação, suspense e drama que foi produzido e distibuído pela Warner Bros., dirigido por Andrew Davis e estrelado por Steven Seagal.
Indicado ao Oscar de melhor edição de som e ao Oscar de melhor mixagem de som, o filme tem uma sequência em 1995: Under Siege 2: Dark Territory.

## Enredo
O encouraçado USS Missouri prepara-se para a última viagem e a marinha organiza uma grande festa, porém, são surpreendidos por terroristas que pretendem roubar o arsenal de armas nucleares do navio, liderados por um ex agente da CIA (Tommy Lee Jones). Porém, eles não contavam com a presença de um militar condecorado que está a bordo, designado como cozinheiro.